# ヤマハ・FZ250フェーザー
ヤマハ・FZ250（エフゼットにひゃくごじゅう）フェーザーは、ヤマハ発動機が1985年に発売した、水冷DOHC4バルブ直列4気筒4ストローク250ccのエンジンを搭載したオートバイ。サブネームは、PHAZER（フェーザー）

## 概要
バイクブーム真っただ中の1980年代中盤、維持が比較的容易で、また扱いやすいサイズの250ccクラスにも、4気筒モデルが求められる状況となった。
最初にそれに応えたのはスズキであり、GS250FWで市販初の250cc水冷4気筒DOHC2バルブエンジンを実現した。次にヤマハがFZ250フェーザーで一気筒あたり4バルブを実現、レブリミット17,000rpmに届く超高回転エンジンの威力を見せ付けた。ハイブリッドシェイプカウルの流麗なデザインと、16,000rpmの高回転エンジンで業界の話題をさらった。特筆すべきはやはりそのエンジンで、シリンダーブロックを45度に前傾させ、電磁ポンプとダウンドラフトキャブレターを採用し、一般市販車としては初めて16,000rpmの回転数を可能とし、4ストローク250ccクラスとして初めて45psの出力を得た。このエンジンは同じヤマハのFZ750と共に英語で創世記を意味するジェネシス(GENESIS)エンジンとアナウンスされた、高回転型エンジンの元祖である。高回転で発する独特のエンジン音は、しばしばジェットエンジンに例えられた。
発売当時は「4スト版RZ」といわれ、また「テストコースではRZ250を追い回すほど」などと喧伝されたが、実際は2ストロークエンジンを搭載したRZ250ほどのスパルタンなものではなく、その小ぶりな車体とフットワークの素晴らしさから同社のSRX250（4スト単気筒）、カワサキ CS250（4スト単気筒）と共に所有者に女性ライダーが多かった。1986年にリアブレーキをドラムからディスクへ変更し、マフラーの小改良、カラーリングの変更を行った後期型（1KG）が発売された。1987年にはレプリカブームの到来と共にFZR250へとモデルチェンジして様変わりした。
ヤマハは1985年フェーザーの発売にともない、SUGOサーキットにおいてSP-Fクラスを新設した。これは4サイクルエンジン250cc以下のカテゴリーのみのエントリーで入賞上位は全てFZ250フェーザーで占められていたが、1986年に入り各メーカーが4スト4気筒エンジン・アルミフレーム・17インチハイグリップタイヤを投入、フェーザーは後塵を記することとなり、ヤマハは後継のFZR250を発売することとなった。
そのため、フェーザーは1985年3月 - 1986年11月までしか生産されなかった短命の機種である。しかし、その近未来的フォルムやジェットサウンド・エンジン、回転数7,000 - 8,000回転にある谷を境に激変するエンジン性能などにより現在でも少数のマニアが存在する。また、フェーザーのジェットサウンドは正確にはフェーザーの初期型のみ(1HX)で、後期型（1KG)はマフラー仕様変更によりジェットサウンドは聞くことができない。